# Karim Ziani
Karim Ziani, född 17 augusti 1982 i Sèvres, är en algerisk fotbollsspelare som spelar för Petrolul Ploiești i Liga I. Han har tidigare representerat Algeriets herrlandslag i fotboll.